# El7z Up
El7z Up (tiếng Hàn: 엘즈업; tiếng Nhật: エルズアップ; Romaja: Eljeueob; thường được viết cách điệu là EL7Z UP) là một dự án siêu nhóm nữ của Hàn Quốc được thành lập thông qua chương trình truyền hình thực tế Queendom Puzzle của Mnet . Nhóm được quản lý bởi Apple Monster và DG Entertainment, bao gồm 7 thành viên: Kei, Yeeun, Yeoreum, Yeonhee, Nana, Hwiseo và Yuki. Họ ra mắt vào ngày 14 tháng 9 năm 2023, với đĩa mở rộng (EP) 7+Up.

## Lịch sử

### Trước khi ra mắt: Hình thành thông quaQueendom Puzzle và quá trình hình thành nhóm
Vào ngày 10 tháng 4 năm 2023, Mnet xác nhận rằng họ sẽ phát sóng phiên bản phụ của Queendom, có tên là Queendom Puzzle, nơi các thần tượng đã ra mắt sẽ cạnh tranh để thành lập một nhóm nhạc dự án. Đoạn giới thiệu được phát hành cùng ngày có chứa một mật mã cho biết sẽ có 28 thí sinh và nhóm cuối cùng sẽ có bảy thành viên. 
Vào ngày 13 tháng 6 năm 2023, Queendom Puzzle bắt đầu phát sóng. Trong đêm chung kết, bảy thành viên cuối cùng của nhóm đã được công bố, bao gồm: hạng nhất Hwiseo (H1-KEY), hạng 2 Nana (Woo!Ah!), hạng 3 Yuki (Purple Kiss), hạng 4 Kei (Lovelyz), hạng 5 Yeoreum (WJSN), hạng 6 Yeonhee (Rocket Punch) và hạng 7 Yeeun (CLC). 
Trong bản xem trước được phát hành vào ngày 14 tháng 8, nhóm đã tiết lộ rằng họ đã đổi tên thành EL7Z UP. 
Các tài khoản SNS đã được mở vào cuối ngày hôm đó

### 2023: Chính thức ra mắt với "7+Up",concert đầu tiên tại Nhật Bản
Vào ngày 16 tháng 8, Mnet thông báo rằng nhóm sẽ ra mắt vào tháng 9. Vào ngày 1 tháng 9, một đoạn giới thiệu đã được phát hành cho đĩa mở rộng đầu tiên của họ "7+Up", dự kiến sẽ được phát hành vào ngày 14 tháng 9. Nhóm đã tổ chức concert đầu tiên tại Nhật Bản mang tên "Piece Up", diễn ra tại Omiya Sonic City (Saitama) vào ngày 22 tháng 10, tại Osaka Grand Cube (Osaka) vào ngày 24 tháng 10 và tại Tachikawa Stage Garden (Tokyo) vào ngày 26 tháng 11.  Vào ngày 29 tháng 11, El7z Up đã xuất hiện và biểu diễn tại Lễ trao giải MAMA 2023.

### 2024-nay: Dự định trở lại không thành
Vào ngày 26 tháng 2 năm 2024, có thông tin cho rằng EL7Z UP sẽ trở lại lần đầu tiên vào tháng 5, tuy nhiên, điều đó đã không được thực hiện. 

## Thành viên
- Chú thích: In đậm là nhóm trưởng

| Nghệ danh | Nghệ danh | Tên khai sinh | Tên khai sinh | Tên khai sinh | Tên khai sinh     | Ngày sinh        | Thứ hạng | Nhóm chính   | Nơi sinh                             | Quốc tịch |
| Latinh    | Hangul    | Latinh        | Hangul        | Hanja         | Hán Việt          | Ngày sinh        | Thứ hạng | Nhóm chính   | Nơi sinh                             | Quốc tịch |
| Kei       | 케이      | Kim Jiyeon    | 김지연        | 金志姸        | Kim Trí Nghiên    | 20 tháng 3, 1995 | 4        | Lovelyz      | Incheon, Hàn Quốc                    | Hàn Quốc  |
| Yeeun     | 예은      | Jang Yeeun    | 장예은        | 張睿恩        | Trương Duệ Ân     | 10 tháng 8, 1998 | 7        | CLC          | Gyeonggi, Hàn Quốc                   | Hàn Quốc  |
| Yeoreum   | 여름      | Lee Yeoreum   | 이여름        | 李真錫        | Lý Nhữ Cầm        | 10 tháng 1, 1999 | 5        | WJSN         | Hanam, Gyeonggi, Hàn Quốc            | Hàn Quốc  |
| Yeonhee   | 연희      | Kim Yeonhee   | 김연희        | 金蓮熙        | Kim Liên Hy       | 6 tháng 12, 2000 | 6        | Rocket Punch | Gwangju, Hàn Quốc                    | Hàn Quốc  |
| Nana      | 나나      | Kwon Nayeon   | 권나연        | 權娜延        | Quyền Nhã Nghiên  | 9 tháng 3, 2001  | 2        | Woo! Ah!     | Sanggye-dong, Nowon, Seoul, Hàn Quốc | Hàn Quốc  |
| Hwiseo    | 휘서      | Jo Hwi Hyeon  | 조휘현        | 曺輝铉        | Tào Huy Huyễn     | 31 tháng 7, 2002 | 1        | H1-KEY       | Seoul, Hàn Quốc                      | Hàn Quốc  |
| Yuki      | 유키      | Mōri Koyuki   | 모리 코유키   | 毛利 小雪     | Mô Lợi Tiểu Tuyết | 6 tháng 11, 2002 | 3        | Purple Kiss  | Tokyo, Nhật Bản                      | Nhật Bản  |

## Danh sách đĩa nhạc

### Đĩa mở rộng (EP)
| Tiêu đề | Details | Thứ hạng cao nhất | Thứ hạng cao nhất | Doanh số                       |
| Tiêu đề | Details | KOR               | JPN               | Doanh số                       |
| ------- | --- | ----------------- | ----------------- | ------------------------------ |
| 7+Up    | - Phát hành: Ngày 14 tháng 9 năm 2023 - Hãng đĩa: Apple Monster, DG Entertainment - Định dạng: CD, digital download, streaming | 11                | —                 | - KOR: 46,867 - JPN: 85 (dig.) |

### Đĩa đơn
| Tiêu đề  | Năm  | Thứ hạng cao nhất | Album |
| Tiêu đề  | Năm  | KOR DL            | Album |
| -------- | ---- | ----------------- | ----- |
| "Cheeky" | 2023 | 48                | 7+Up  |

### Các bài hát khác trên bảng xếp hạng
| Tiêu đề       | Năm  | Thứ hạng cao nhất | Album |
| Tiêu đề       | Năm  | KOR DL            | Album |
| ------------- | ---- | ----------------- | ----- |
| "Die for You" | 2023 | 167               | 7+Up  |
| "Undercover"  | 2023 | 181               | 7+Up  |
| "Hideaway"    | 2023 | 183               | 7+Up  |
| "Cloud 9"     | 2023 | 196               | 7+Up  |

## Giải thưởng và đề cử
| Lễ trao giải           | Năm  | Hạng mục                     | Người được đề cử/sản phẩm đề cử | Kết quả | Ref.   |
| ---------------------- | ---- | ---------------------------- | ------------------------------- | ------- | ------ |
| Asian Pop Music Awards | 2023 | Best New Artist (Overseas)   | El7z Up                         | Đề cử   | [ 17 ] |
| MAMA Awards            | 2023 | Nghệ sĩ nữ mới xuất sắc nhất | El7z Up                         | Đề cử   | [ 18 ] |
| Seoul Music Awards     | 2023 | Tân binh của năm             | El7z Up                         | Đề cử   | [ 19 ] |